# Aborichthys
Aborichthys – rodzaj azjatyckich ryb karpiokształtnych z rodziny Nemacheilidae.

## Klasyfikacja
Gatunki zaliczane do tego rodzaju:
- Aborichthys elongatus
- Aborichthys garoensis
- Aborichthys kempi
- Aborichthys rosammai
- Aborichthys tikaderi

Gatunkiem typowym jest Aborichthys kempi.